# أونور صايلاك
أونور صايلاك (بالتركية: Onur Saylak)‏ هو ممثل تركي من مواليد 12 مايو 1977 في أنقرة.

## بدايته
تخرج أونور من جامعة الشرق الأوسط التقنية - قسم الفيزياء ولم يكمل تعليمه فانتقل إلى جامعة أنقرة –قسم إدارة الأعمال ومع ذلك لم يعمل في مجال دراسته وانتقل إلى مجال التمثيل بعد أن ترك جامعة أنقرة أيضاً ومن ثم انتقل إلى جامعة بيلنكت –قسم المسرح وشارك في عدة أعمال مسرحية في المسرح الجامعي بالإضافة إلى عمله في المسرح الدولي في أنقرة ومن ضمن أعماله المسرحية آنذاك مسرحية (اليهود، اوبرا رخيصة، بالرغم من كل شيء).

## أعماله
| التلفزيون | التلفزيون            | التلفزيون             | التلفزيون                  |
| السنة     | الإنتاج              | الدور                 | الحواشي                    |
| --------- | -------------------- | --------------------- | -------------------------- |
| 2000      | حالة منزلنا          |                       |                            |
| 2003      | طار طائر من العش     |                       |                            |
| 2004      | الحب لا يأتي هنا     |                       |                            |
| 2005      | لا معك ولا بدونك     | باتاناي               | الممثل الرائد              |
| 2006      | الغريب               | إحسان                 | 3. الموسم ، الممثل الضيف   |
| 2006      | هيساربوسيليك         | قاسٍ                   | الممثل الرائد              |
| 2006      | الاسم الرمزي         | إركان كاراجا          | ممثل مساعد                 |
| 2007      | الاسم الرمزي: الفوضى | إركان كاراجا          | ممثل مساعد                 |
| 2008-2009 | عاصي                 | ضياء                  | ممثل مساعد                 |
| 2009      | التنفس               | النار                 | الممثل الرائد              |
| 2010-2011 | بائعة الورد          | ليفنت                 | الممثل الرائد              |
| 2011      | ليس بدونك            | مفكر                  | الممثل الرائد              |
| 2012      | شارع الظلام          | جانتي ميتين           | الممثل الرائد              |
| 2014      | شجرة الحياة          | جنكيز كايا            | الممثل الرائد              |
| 2015      | تذكر القلب           | تيكين                 | الممثل الرائد              |
| 2016-2018 | أنت وطني             | توفيق / يانيك إيفي    | الممثل الرائد              |
| 2018-2019 | اصطدام               | فيلي جوهر             | الممثل الرائد              |
| 2019      | الحفرة               | فيلي جوهر             | ممثل ضيف                   |
| 2019      | الغراب               | فيرمان كوروغلو        | 2. الموسم ، ممثل مساعد     |
| 2020      | بابل                 | إيجمين كيفيلسيم       | 2. الموسم ، الممثل الرئيسي |
| 2024      | الغدار               | مدير كيرم             | الممثل الرائدة             |
| 2024-     | عبقري                | صوفي / علي حيدر       | الممثل الرائدة             |
| السينما   |                      |                       |                            |
| السنة     | الإنتاج              | الدور                 | الحواشي                    |
| 2007      | الخريف               | يوسف                  |                            |
| 2008      | آلام الخريف          | الرجل الذي يفجر الريش |                            |
| 2009      | من البحر             | خليل                  |                            |
| 2013      | الموجة الزرقاء       | فيرات                 |                            |
| 2015      | ذكريات الريح         | أرام                  |                            |

## روابط خارجية
- أونور صايلاك على موقع IMDb (الإنجليزية)
- أونور صايلاك على موقع قاعدة بيانات الأفلام العربية
- أونور صايلاك على موقع ألو سيني (الفرنسية)
- أونور صايلاك على موقع أول موفي (الإنجليزية)
- أونور صايلاك على موقع قاعدة بيانات الفيلم (الإنجليزية)
- أونور صايلاك على موقع كينوبويسك (الروسية)